# Тринити-сквер, 10
Тринити-сквер, 10 (англ. 10 Trinity Square) — историческое здание в Лондоне, пример постройки в стиле бозар (от фр. beaux-arts «изящные искусства»), в котором ранее располагалась штаб-квартира лондонского порта, а ныне — один из отелей сети «Four Seasons»

## История и описание

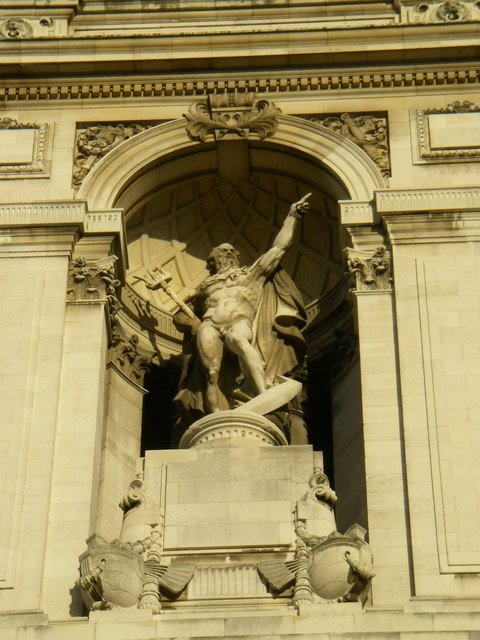
Аллегория Темзы (в виде мужской фигуры) в нише на вершине здания. Скульптор Альберт Хэмсток Ходж

Как следует из названия, здание расположено по адресу Тринити-сквер, 10, недалеко от реки Темзы, Тауэрского моста и собственно Тауэра, на юго-востоке Лондонского Сити. Оно занимает северо-западный угол Тринити-сквер и выходит на Тринити-сквер-гарденс.
Здание строилось десять лет с 1912 по 1922 год по проекту архитектора Эдвина Купера. В 1922 году оно было торжественно открыто премьер-министром Дэвидом Ллойд-Джорджем. На момент постройки здание было одним из самых высоких в Лондоне.
Архитектурный стиль бозар, сравнительно мало представленный в России, широко использовался при возведении общественных зданий во второй половине XIX — первой половине XX века. В этом стиле выстроены, в частности, Гранд-опера и Музей Орсе в Париже. Из немногих российских примеров нужно упомянуть главное здание академии Штиглица в Санкт-Петербурге.

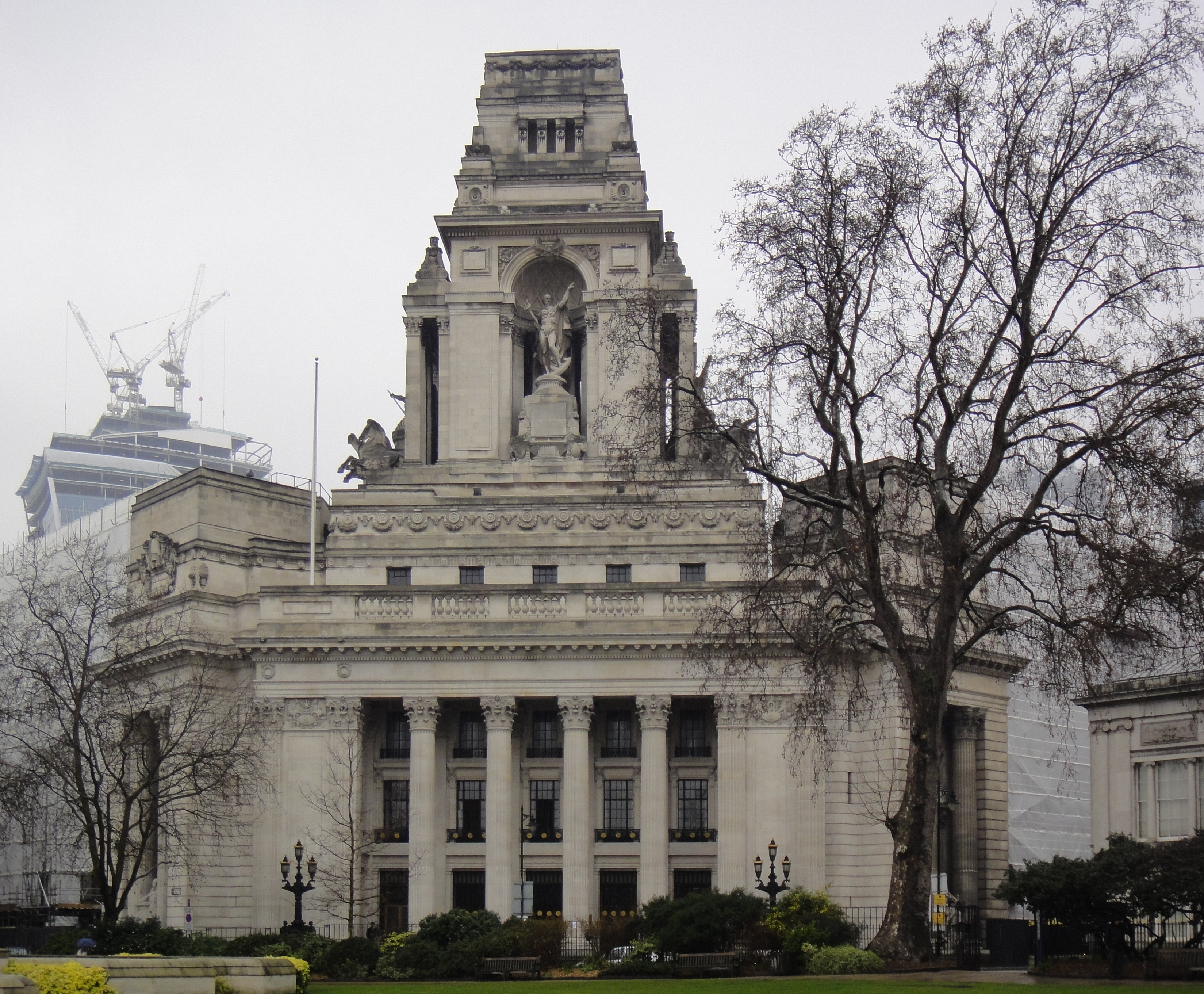
Тринити-сквер, 10. Общий вид главного фасада.

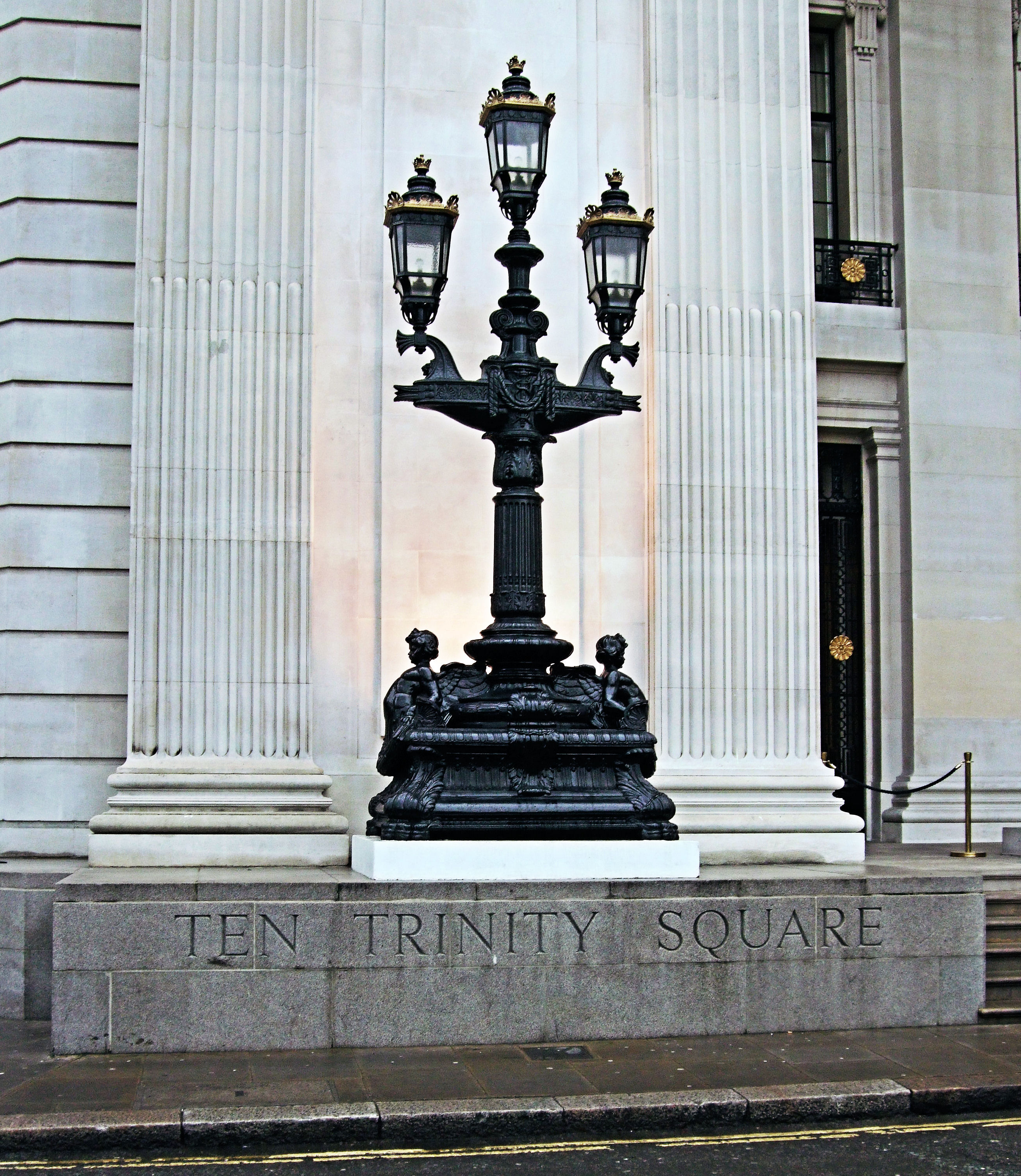
Чугунный фонарь перед входом

Здание Тринити-сквер, 10, поздняя по меркам стиля постройка, отличается чрезвычайно пышным декором. Главный фасад здания облицован портлендским камнем. Над центральным коринфским портиком возвышается монументальная конструкция напоминающая античный мавзолей, с огромной статуей, напоминающей Нептуна (но в действительности являющейся аллегорической персонификации Темзы) работы скульптора Альберта Хэмстока Ходжа в центральной нише. В боковых нишах располагаются парные скульптурные группы в виде колесниц, запряжённых гиппокампами. Вход в здание отмечают парные чугунные фонари.
Первоначально здание располагало огромным парадным залом, куда лондонские коммерсанты приходили, чтобы уплатить пошлину за доставленный морем груз. В годы Второй мировой войны интерьер здания сильно пострадал и в дальнейшем никогда не восстанавливался в первоначальном виде. Тем не менее, отдельные помещения, включая зал заседаний совета директоров Лондонского порта, украшенный ореховыми панелями с богатой резьбой, был отреставрирован; а на лестницах до сих пор сохранились исторические чугунные перила. 
В 2000-е годы лондонский порт продал здание, в котором в конечном итоге разместился отель «Four Seasons Hotel London at Ten Trinity Square». Под предлогом плохой сохранности интерьеров, внутренняя часть здания была сильна перестроена, чтобы разместить в ней большее количество гостиничных номеров, однако фасад был сохранён в историческом виде.
Здание фигурирует во многих фильмах, снимавшихся в Лондоне, включая фильм о Джеймсе Бонде «007: Координаты «Скайфолл»».

## Галерея

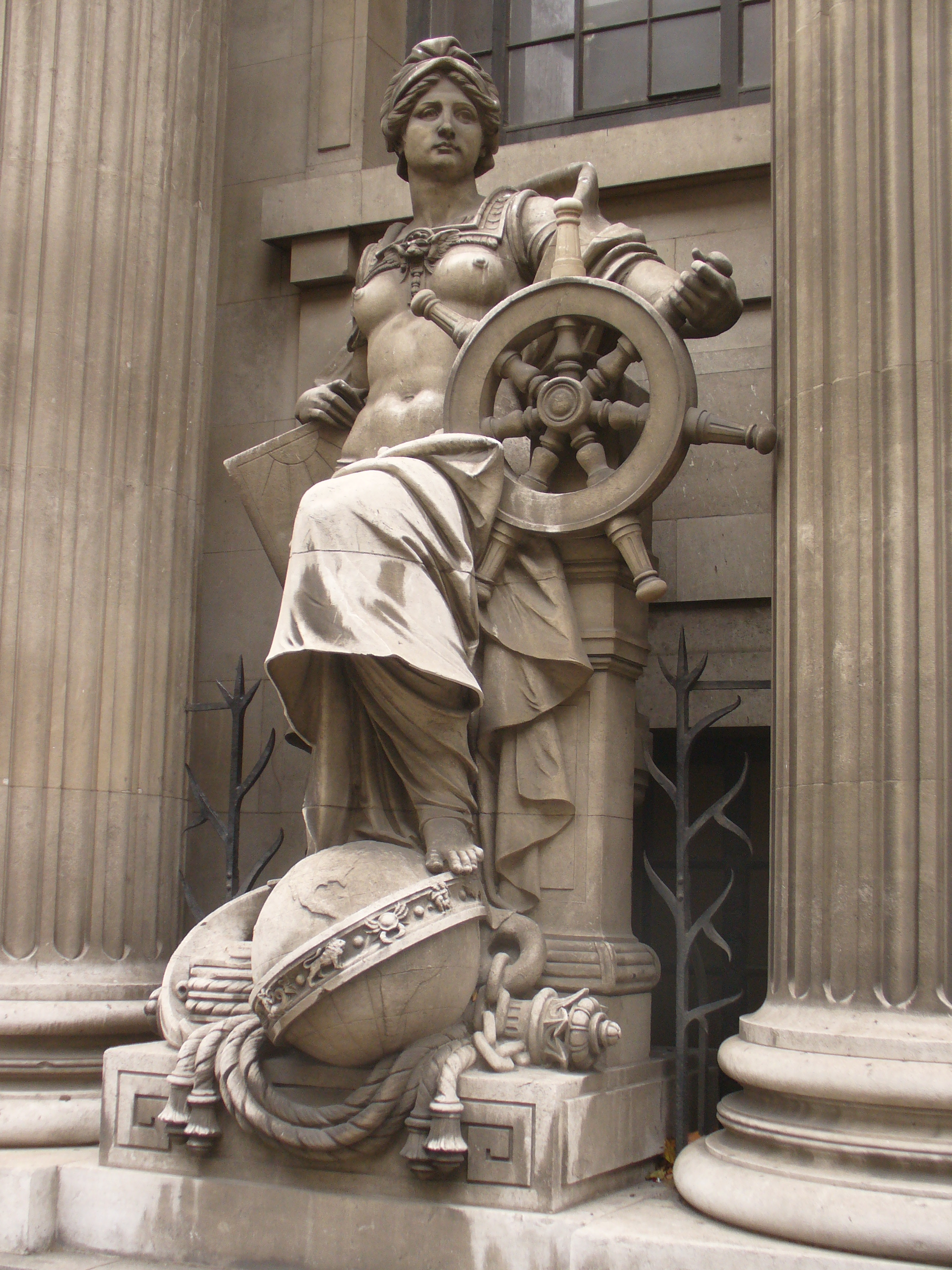
Одна из скульптур на здании
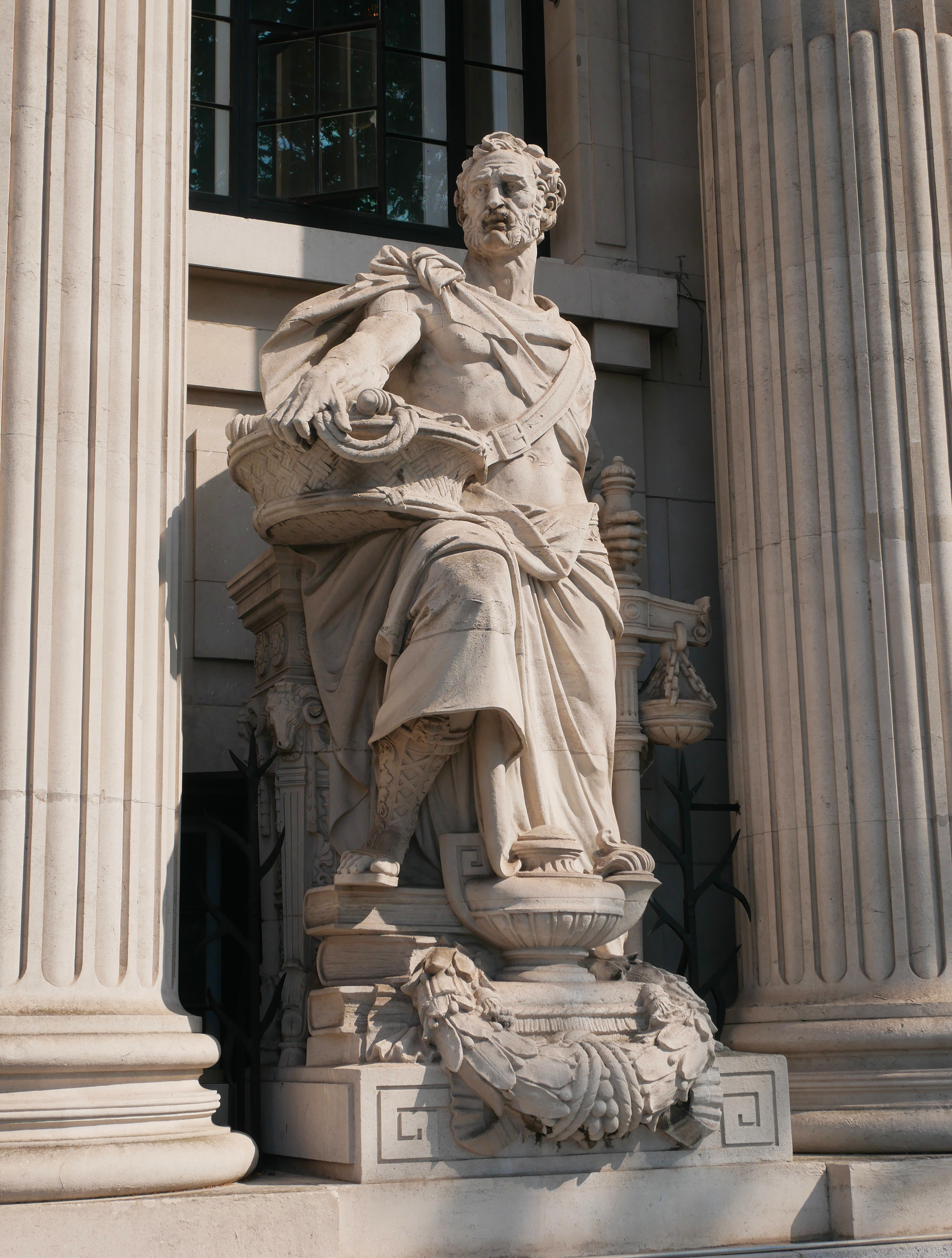
Одна из скульптур на здании
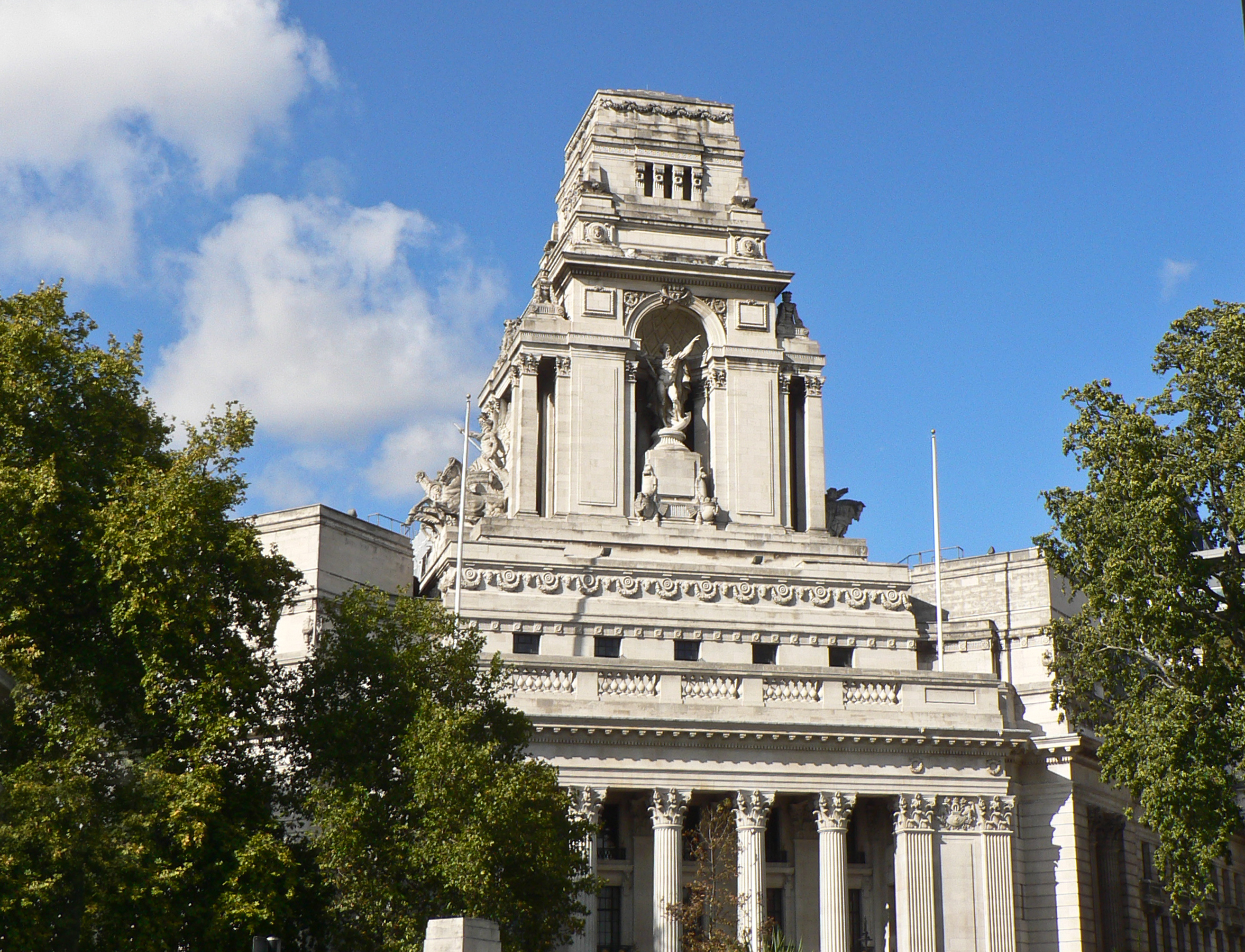
Верхняя часть главного фасада с аллегорической статуей
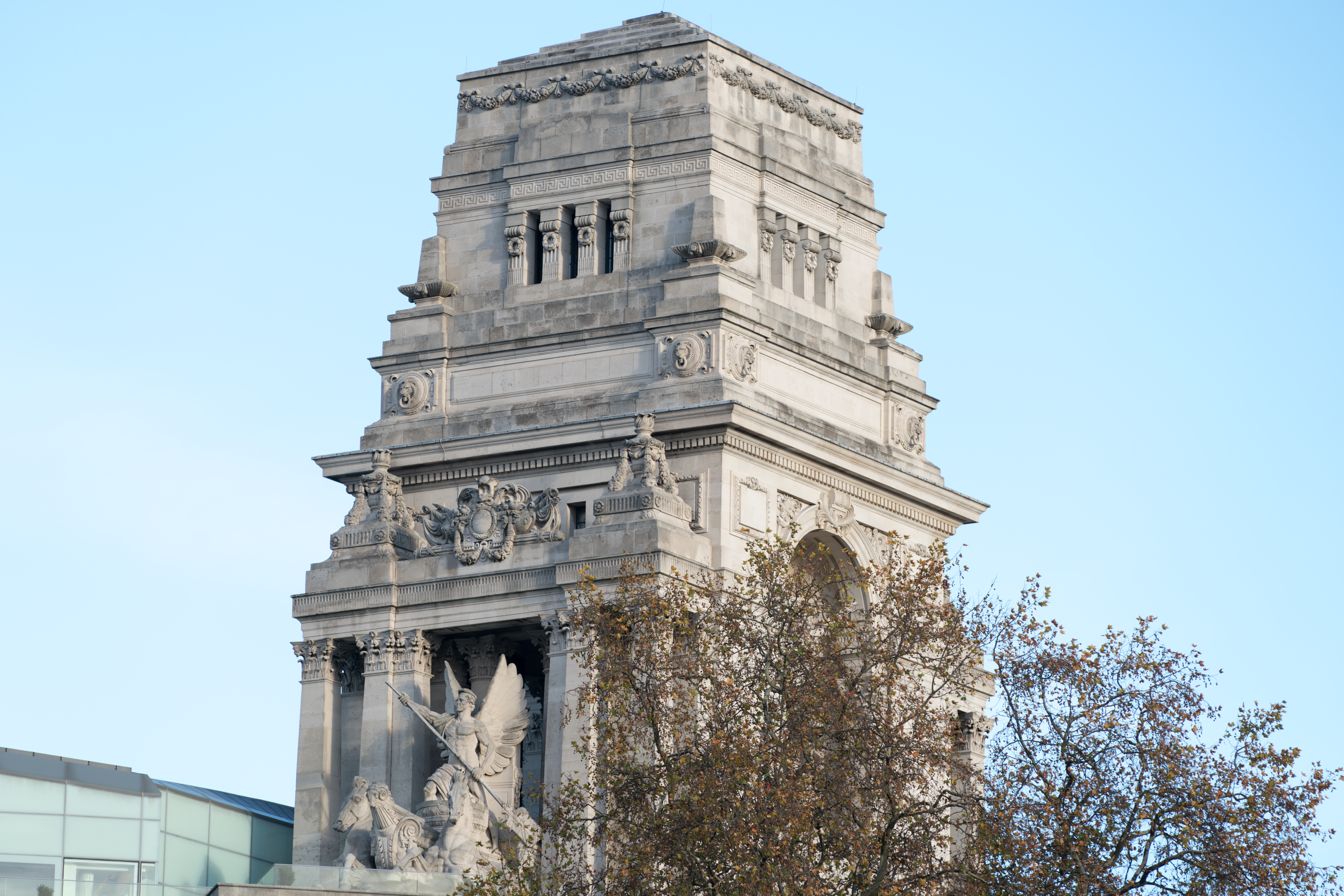
Верхняя часть здания с другой стороны